# Peter John (Basketballspieler)
Peter John (* 1950/1951) ist ein ehemaliger deutscher Basketballspieler.

## Leben
John, der beruflich als Mess- und Regeltechniker tätig war, spielte zu Beginn der 1970er Jahre für den Hamburger TB in der Basketball-Bundesliga. Nach dem Bundesliga-Abstieg war der 1,88 Meter große Spieler Leistungsträger des HTB in der 2. Basketball-Bundesliga, 1979 schaffte er mit den Hamburgern die Rückkehr in die höchste bundesdeutsche Spielklasse und war in der Aufstiegssaison 1978/79, in welcher er wegen eines Sehnenrisses in der Hand zeitweise ausfiel, bester Korbschütze der Mannschaft. Anschließend spielte er mit Hamburg wiederum in der Bundesliga.
Im Altherrenbereich nahm John unter anderem im Jahr 2006 mit der deutschen Auswahl in der Altersklasse Ü55 an der Europameisterschaft teil.